# NGC 660
NGC 660 ist eine aktive Balken-Spiralgalaxie mit hoher Sternentstehungsrate im Sternbild Fische auf der Ekliptik, die etwa 42 Millionen Lichtjahre von der Milchstraße entfernt ist. NGC 660 ist eine der wenigen Polarring-Galaxien. 
Das Objekt wurde am 16. Oktober 1784 vom deutsch-britischen Astronomen Wilhelm Herschel entdeckt.
2012 wurde bei Beobachtungen mit Radioteleskopen eine plötzlich erhöhte Aktivität gemessen.
Neuere hochauflösende Beobachtungen zeigen eine neue, extrem helle Radioquelle innerhalb von NGC 660. Als Deutung kommt ein wachsendes supermassives Schwarzes Loch (SMBH) vermutlich mit einer Masse von 20 Millionen Sonnen in Betracht. Erstmals kann nun beobachtet werden, wie ein extrem massereiches Schwarzes Loch seine Aktivität entfaltet.

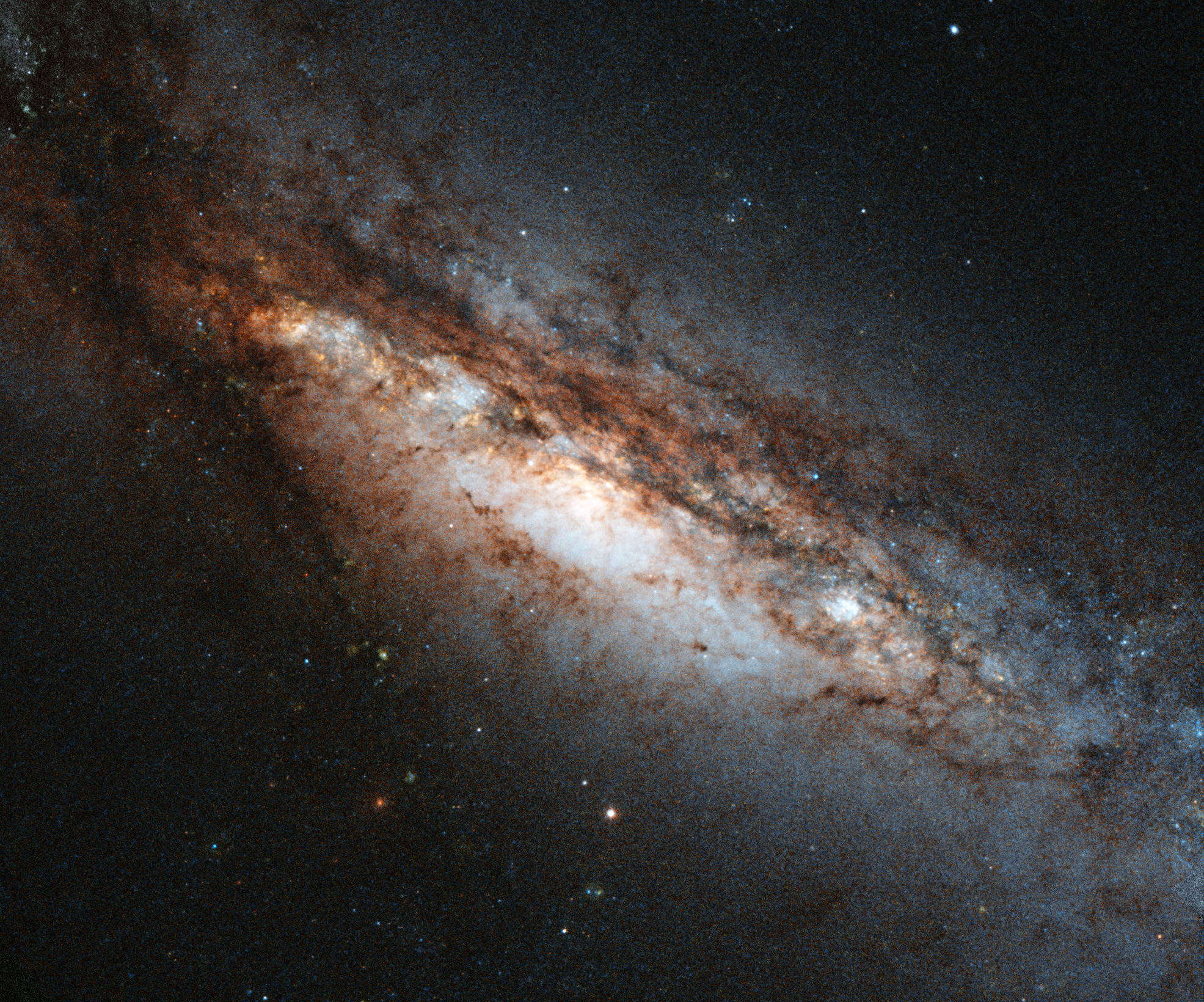
Detaillierte Aufnahme des Zentrums, Hubble-Weltraumteleskop
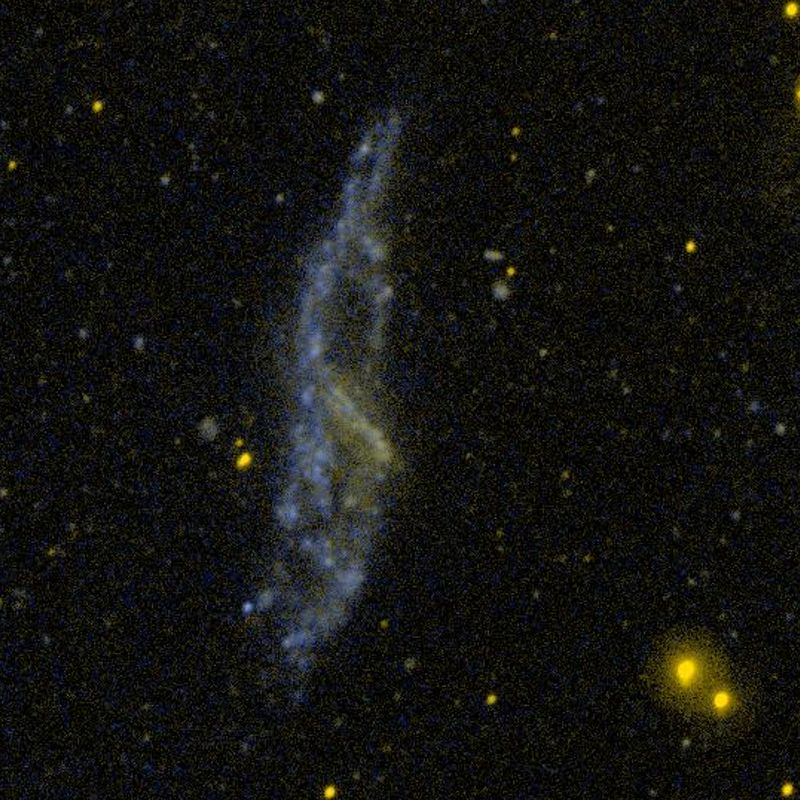
Aufnahme der Ultraviolet-Emission mittels GALEX
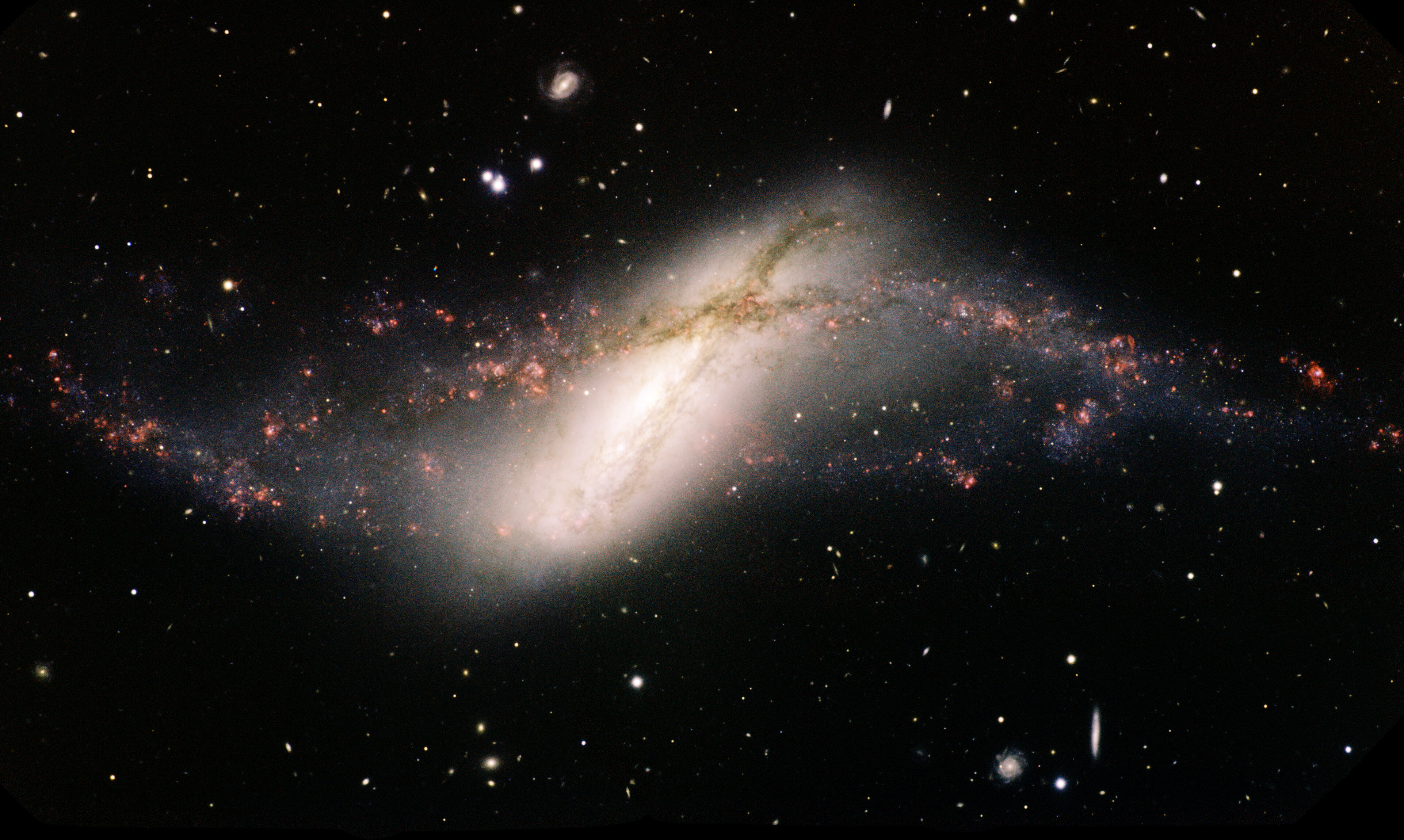
Aufnahme mithilfe des Gemini-Teleskops